# Singkawang
Singkawang – miasto w Indonezji na zachodnim wybrzeżu Borneo nad Morzem Południowochińskim, w prowincji Borneo Zachodnie.
Współrzędne geograficzne 0°55′N 108°59′E/0,916667 108,983333. 103 tys. mieszkańców (2006); większość populacji stanowi ludność chińska lub pochodzenia chińskiego.
Wyrób ceramiki artystycznej; ośrodek turystyczny, piękne plaże Pasir Panjang.
Miasto jest nazywane również Kota Amoy od chińskich dziewcząt (zwanych Amoy), często nieletnich, świadczących usługi seksualne.

## Miasta partnerskie
- Bintulu, Malezja
- Miri, Malezja
- Sibu, Malezja
- Fuzhou, Chińska Republika Ludowa
- Gutian, Chińska Republika Ludowa